# Tom McMillen
Charles Thomas „Tom” McMillen (ur. 26 maja 1952 w Elmira) – amerykański koszykarz występujący na pozycjach silnego skrzydłowego oraz środkowego, wicemistrz olimpijski, po zakończeniu kariery sportowej – polityk, członek Partii Demokratycznej. W latach 1987–1993 był przedstawicielem czwartego okręgu wyborczego w stanie Maryland w Izbie Reprezentantów Stanów Zjednoczonych.
W 1986 zakończył karierę koszykarską i zaczął zajmować się polityką. W tym samym roku został wybrany w czwartym okręgu wyborczym w Maryland do 100. kadencji Izby Reprezentantów Stanów Zjednoczonych. Skutecznie ubiegał się również o reelekcję w 101. i 102. kadencji. Poniósł jednak porażkę w wyborach w 1992 roku i zajął się prywatną działalnością gospodarczą.

## Koszykówka
Za młodu, Tom McMillen uprawiał koszykówkę. W 1970 został uznany za najlepszego zawodnika amerykańskich szkół średnich – Mr. Basketball USA.
Był członkiem reprezentacji Stanów Zjednoczonych w koszykówce na Letnich Igrzyskach Olimpijskich w Monachium w 1972, z którą zdobył drugie miejsce, przegrywając w finale w dramatycznych i kontrowersyjnych okolicznościach z drużyną Związku Radzieckiego. Na znak protestu Amerykanie nie odebrali należnych im srebrnych medali. Później przeszedł na zawodowstwo i został wybrany numerem 9. w drafcie NBA w 1974 przez Buffalo Braves. Przez 11 sezonów grał w lidze NBA, reprezentując Buffalo Braves, New York Knicks, Atlanta Hawks oraz Washington Bullets.

### Osiągnięcia koszykarskie
Na podstawie, o ile nie zaznaczono inaczej.
NCAA
- Uczestnik rozgrywek Elite 8 turnieju NCAA (1973)
- Zwycięzca turnieju National Invitation Tournament (NIT – 1972)
- MVP turnieju NIT (1972)[5]
- Zaliczony do:
  - II składu All-American (1973, 1974 przez NABC, UPI)
  - III składu All-American –  (1972 przez UPI, AP, 1974 przez AP)
  - Akademickiej Galerii Sław Koszykówki (2013)[6]

NBA
- Uczestnik meczu gwiazd Legend NBA (1989)[7].
- Zawodnik tygodnia NBA (27.01.1985)

Reprezentacja
- Wicemistrz olimpijski (1964)[8]